# Dimension Films
Pour les articles homonymes, voir Dimension.
Dimension Films est une société de production cinématographique. C'est une filiale de la Weinstein Company depuis 2005. Elle était auparavant une filiale de Miramax Films fondée en 1979 par les frères Bob et Harvey Weinstein, comme complément de la société. Elle est spécialisée dans les films de genre, à l'origine principalement ceux d'horreur et de science-fiction.
Elle avait été rachetée en 1995 avec Miramax par la Walt Disney Company.

## Départ de Disney
En 2005, à la suite d'un différend entre la direction de Disney et les directeurs-fondateurs de Miramax, la société s'est dissociée de sa maison mère Miramax. Autour de ce studio, les frères Weinstein ont recréé une nouvelle société, la Weinstein Company.

Elle est surtout connue pour avoir produit la série des Scary Movie, dont les cinq épisodes parodient les grands succès cinématographiques des années 2000 et les films Spy Kids. On peut aussi noter The Crow, la saga Scream, Sin City ainsi que La planète des singes.

## Productions

### Dimension Television
- 2018-présent : Spy Kids : Mission critique (Spy Kids: Mission Critical) (série télévisée d'animation)